# Astronomiczne jednostki odległości
Astronomiczne jednostki odległości to miary odległości stosowane w astronomii:
- jednostka astronomiczna (au, w języku polskim czasem stosowany jest skrót j.a.) to, z dokładnością do dziesiątek metrów, obecna średnia odległość Ziemi od Słońca[1]

1 au = 1,495978707×1011 m
- rok świetlny (ly, l.y., r.św., w języku polskim używa się głównie pełnej nazwy) to odległość pokonywana przez światło poruszające się w próżni w ciągu roku:

1 l.y. = 9,4606×1015 m
1 l.y. = 63 240 au
- parsek (pc) to odległość, z której odcinek równy 1 au jest widoczny pod kątem 1":

1 pc = 3,0857×1016 m
1 pc = 3,2616 l.y. = 206 265 au